# جنگ داخلی کامبوج

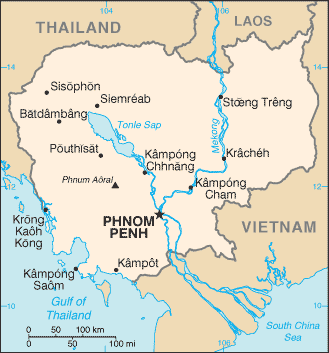
کامبوج

جنگ داخلی کامبوج بین سالهای ۱۹۷۰ (میلادی) تا ۱۹۷۵ (میلادی) میان نیروی دولتی کامبوج و خمرهای سرخ رخ‌داد؛ که به پیروزی خمرها و سرنگونی حکومت مرکزی انجامید.
بلوک شرق (شوروی و متحدین) حامی خمرهای سرخ و بلوک غرب (آمریکا و متحدین) حامی نیروی دولتی کامبوج بودند. در نهایت این جنگ همزمان و مرتبط و هم نتیجه با جنگ داخلی لائوس و جنگ ویتنام به شکست بلوک غرب ختم شد و همهٔ این کشورها حکومتهای کمونیستی پیدا کردند.
این نبرد ابعاد بین‌المللی داشت. چرا که دولت مرکزی کامبوج مورد حمایت آمریکا بود و خمرهای سرخ توسط کشورهای کمونیست مانند چین و ویتنام شمالی حمایت می‌شدند که در وقوع جنگ میان آمریکا و ویتنام تأثیرگذار بود.